# За службовими обов'язками
«За службовими обов'язками» (англ. Line of Duty) — британський процесуальний телесеріал ВВС створений Джедом Меркуріо, прем'єра якого відбулась 26 червня 2012 року. Перша серія на телеканалі BBC Two показала найкращий результат серед усіх драматичних серіалів за 10 років зібравши біля телеекранів аудиторію в 4.1 мільйони глядачів. Телесеріал продовжили на другий сезон, першу серію якого показали 12 лютого 2014 року. Другий сезон отримав широкий розголос серед громадськості та критиків. Внаслідок чого 8 квітня 2014 року BBC замовили два нових сезони, яке знімались паралельно. Прем'єра третього сезону відбулась 24 березня 2016 року, а четвертого — 26 березня 2017 року на телеканалі BBC One; п'ятий сезон показаний 31 березня — 5 травня 2019 року. Прем'єра шостого сезону відбулась 21 березня 2021 року.
«За службовими обов'язками» найпопулярніший драматичний серіал, який транслювався на телеканалі BBC Two за часів багатоканальної епохи BBC. Телесеріал є переможцем премії Королівського телевізійного товариства в номінації за кращий драматичний серіал. «За службовими обов'язками» був включений в список 50 найкращих шоу BBC Two всіх часів. А також в список 80 найкращих шоу BBC всіх часів. Це стало найвищим результатом серед всіх серіалів про поліцію.
В Україні прем'єра відбулася на телеканалі Перший Західний в листопаді 2017 року. 12 червня 2018 року прем'єра відбулася на телеканалі UA:Перший.

## У ролях та персонажі

### Головні ролі та персонажі

#### Відділ ПК-12 ("Протикорупція")[13]
- Мартін Компстон — Детектив сержант Стів Арнотт
- Вікі Макклюр — Детектив сержант Кейт Флемінг
- Едріан Данбар — Суперінтендант Тед Гастінгс
- Крейг Паркінсон — Детектив інспектор Метью «Дот» Коттон (1-3 сезон)

#### Підозрювані відділу ПК-12
- Ленні Джеймс — Детектив головний інспектор Ентоні «Тоні» Гейтс (1 сезон)
- Кілі Хос — Детектив Ліндсі Дентон (2-3 сезон)
- Деніел Мейс — Сержант Денні Волдрон (3 сезон)
- Тенді Ньютон — Детектив головний інспектор Розанна «Роз» Гантлі (4 сезон)
- Стівен Ґрем — Детектив сержант Джон Корбетт (5 сезон)
- Келлі Макдональд — Детектив головний інспектор Джоанн «Джо» Девідсон (6 сезон)

### Другорядні ролі та персонажі
- Ніл Морріссі — Детектив констебль Найджел Мортон (1-3 сезони)
- Клер Кілан — Детектив сержант Лія Янсон (1 сезон)
- Найджел Бойл — Детектив інспектор Ян Бакеллс (1, 4, 6 сезони)
- Фараз Аюб — Детектив констебль Діпак Капур (1 сезон)
- Поллі Волкер — Джілл Бігелоу (3, 5 сезони)

#### Відділ ПК-12
- Джессіка Рейн — Детектив констебль Джорджія Тротман (2 сезон)
- Майя Сонді — Поліцейський констебль Маніт Біндра (3-5 сезони)
- Ройс Пєррресон — Детектив констебль Джеймі Десфорд (4 сезон)

## Огляд сезонів
| Сезон | Епізоди | Епізоди | Оригінальний показ | Оригінальний показ | Оригінальний показ |
| Сезон | Епізоди | Епізоди | Перший показ       | Останній показ     | Мережа             |
| ----- | ------- | ------- | ------------------ | ------------------ | ------------------ |
| 1     | 5       | 5       | 26 червня 2012     | 24 липня 2012      | BBC Two            |
| 2     | 6       | 6       | 12 лютого 2014     | 19 березня 2014    | BBC Two            |
| 3     | 6       | 6       | 24 березня 2016    | 28 квітня 2016     | BBC Two            |
| 4     | 6       | 6       | 26 березня 2017    | 30 квітня 2017     | BBC One            |
| 5     | 6       | 6       | 31 березня 2019    | 5 травня 2019      | BBC One            |
| 6     | 7       | 7       | 21 березня 2021    | 2 травня 2021      | BBC One            |